# Eois expeurgata
Eois expeurgata är en fjärilsart som beskrevs av Louis Beethoven Prout 1922. Eois expeurgata ingår i släktet Eois och familjen mätare. Inga underarter finns listade i Catalogue of Life.